# Ачадовське сільське поселення
Ача́довське сільське поселення (рос. Ачадовское сельское поселение) — муніципальне утворення у складі Зубово-Полянського району Мордовії, Росія. Адміністративний центр — село Ачадово.
2007 року було ліквідоване селище Біляєвка.

## Населення
Населення — 593 особи (2019, 822 у 2010, 1002 у 2002).

## Склад
До складу поселення входять такі населені пункти:
| Населений пункт     | Населення, осіб (2002) | Населення, осіб (2010) |
| ------------------- | ---------------------- | ---------------------- |
| Ачадово, село       | 786                    | 666                    |
| Біляєвка, селище    | 3                      | -                      |
| Дубасово, село      | 24                     | 13                     |
| Красна Нов, селище  | 9                      | 0                      |
| Крюковка, присілок  | 170                    | 139                    |
| Чуфаровка, присілок | 10                     | 4                      |